# Lucien Leclercq
Lucien Leclercq (Tourcoing, 1897. január 16. – 1971. június 14.) francia nemzetközi labdarúgó-játékvezető.

## Pályafutása

### Nemzeti játékvezetés
A II. világháború után folytatta sporttevékenységét, az I. Liga játékvezetőjeként 1959-ben vonult vissza.

#### Nemzeti kupamérkőzések
Vezetett kupadöntők száma: 1.

##### Francia labdarúgókupa
| Időpont        | Helyszín                 | Mérkőzés típusa | Mérkőzés                                | Eredmény | Nézők száma |
| -------------- | ------------------------ | --------------- | --------------------------------------- | -------- | ----------- |
| 1935. május 5. | Olimpiai Stadion, Párizs | döntő           | Olympique de Marseille–Stade Rennais FC | 3 : 0    | 40 008      |

### Nemzetközi játékvezetés
A Francia labdarúgó-szövetség Játékvezető Bizottsága (JB) terjesztette fel nemzetközi játékvezetőnek, a Nemzetközi Labdarúgó-szövetség (FIFA) 1934-től tartotta nyilván bírói keretében. A FIFA JB központi nyelvei közül a franciát beszélte. Több nemzetek közötti válogatott és klubmérkőzést vezetett, vagy működő társának partbíróként segített. A francia nemzetközi játékvezetők rangsorában, a világbajnokság-Európa-bajnokság sorrendjében többedmagával a 22. helyet foglalja el 3 találkozó szolgálatával. Az aktív nemzetközi játékvezetéstől 1938-ban búcsúzott. Válogatott mérkőzéseinek száma: 13.

#### Labdarúgó-világbajnokság
A világbajnoki döntőhöz vezető úton Franciaországba a III., az 1938-as labdarúgó-világbajnokságra a FIFA JB bíróként alkalmazta. A FIFA JB gyakorlatától eltérően partbírói feladatokkal nem bízta meg. Világbajnokságon vezetett mérkőzéseinek száma: 2.

##### 1938-as labdarúgó-világbajnokság

###### Selejtező mérkőzés
| Időpont           | Helyszín             | Mérkőzés típusa           | Mérkőzés                  | Eredmény | Nézők száma |
| ----------------- | -------------------- | ------------------------- | ------------------------- | -------- | ----------- |
| 1937. október 10. | Legia Stadion, Varsó | előselejtező (3. csoport) | Lengyelország–Jugoszlávia | 4 : 0    | 30 000      |

###### Világbajnoki mérkőzés
| Időpont          | Helyszín                      | Mérkőzés típusa    | Mérkőzés                | Eredmény | Nézők száma |
| ---------------- | ----------------------------- | ------------------ | ----------------------- | -------- | ----------- |
| 1938. június 5.  | Cavée Verte Stadion, Le Havre | egyik nyoldaddöntő | Csehszlovákia–Hollandia | 3 : 0    | 4 000       |
| 1938. június 16. | Princes Park Stadion, Párizs  | egyik negyeddöntő  | Magyarország–Svédország | 5 : 1    | 22 000      |

#### A magyar labdarúgó-válogatott mérkőzései (1902–1929)
| Időpont              | Helyszín                    | Mérkőzés típusa          | Mérkőzés              | Eredmény | Nézők száma |
| -------------------- | --------------------------- | ------------------------ | --------------------- | -------- | ----------- |
| 1936. április 5.     | Hohe Warte Stadion, Bécs    | 189. válogatott mérkőzés | Ausztria–Magyarország | 3 : 5    | 40 000      |
| 1936. szeptember 27. | Üllői úti Stadion, Budapest | 192. válogatott mérkőzés | Magyarország–Ausztria | 5 : 3    | 32 000      |
| 1936. december 2.    | Highbury Stadion, London    | 195. válogatott mérkőzés | Anglia–Magyarország   | 6 : 2    | 36 000      |